# EMP 44
El EMP 44 era un prototip totalment metàl·lic de subfusell, produït per Erma Werke el 1943. No va ser acceptat per al servei actiu pel Heereswaffenamt.

## Disseny
La EMP 44 disparava utilitzant un sistema de forrellat obert. El calibre de l'arma era de 9 x 19 mm Parabellum. La seva llargada variava entre 892 i 950 mm, depenent de la posició de la culata. La llargada del canó també variava, però entre 250 i 308 mm (depenent del model). La seva cadència de foc era d'uns 500 RPM (bales / minut), i tenia dos carregadors de 32 bales cadascun (els que utilitzava la MP40). La seva distància operativa màxima era d'entre 150 i 200 metres.
L'arma es fabricava de manera molt crua, i la seva culata eren bàsicament tubs soldats. Aquest disseny formava part de la filosofia del Primitiv-Waffen-Programm, en un intent d'imitar el subfusell britànic Sten i el subfusell soviètic PPSh-41, encara que sense resultats exitosos. Finalment, el seu disseny simplista i cru va ser el que va fer que l'Exèrcit Alemany no l'acceptés per al seu ús.
L'arma va ser dissenyada probablement el 1942, i només se'n coneix un exemplar produït (amb el número de sèrie 15) amb data de fabricació el febrer de 1943. Es creu que la resta de prototips foren desguassats degut al seu mecanisme de doble alimentació, el qual seria utilitzat posteriorment en la MP40/I, una variant de la MP 40 que utilitzava un sistema d'alimentació doble (per a dos carregadors) amb un disseny més simple i barat de construir.

## Història
L'ample ús dels subfusells per les forces de la Wehrmacht i totes les branques de l'exèrcit alemany en general durant la Segona Guerra Mundial va fer que la industria alemanya enfocada a l'armament intentés reduir el cost de producció d'aquestes armes. En 1944, ERMA, el major productor de subfusells MP40 va crear la EMP 44. El rebedor de l'arma era produït a partir de tubs d'acer soldats, com la Sten. El supressor de flaix estava dissenyat d'una manera molt similar als subfusells soviètics de l'estil dels Subfusells PPS, també d'acer soldat. La EMP 44 no va entrar en servei per culpa de que les seves proves no van ser gaire positives, però va ser principalment per culpa de la producció de noves armes, com la StG 44, que podien reemplaçar tant a la MP40 com a la Mauser Kar 98k.